# Proteinveckning

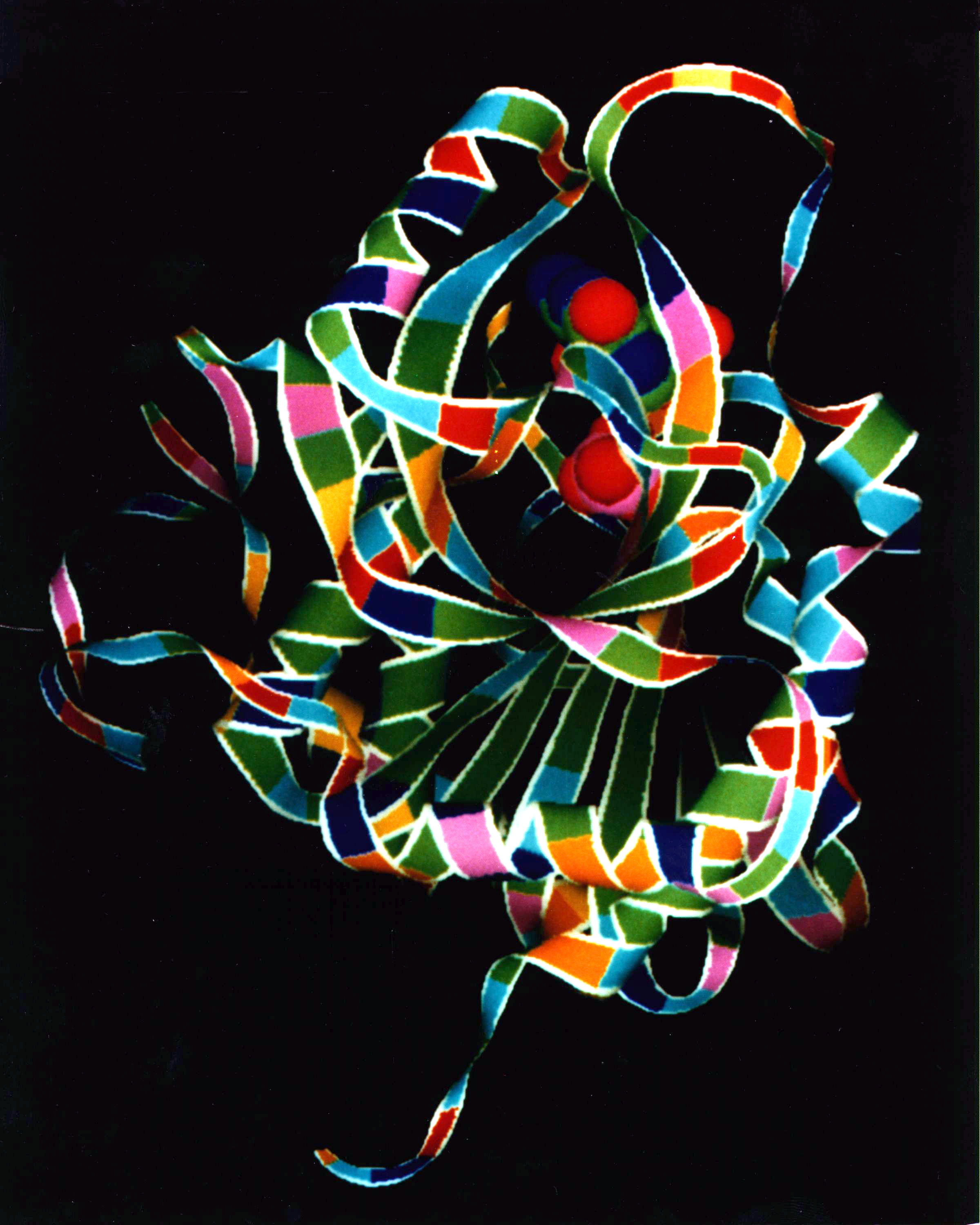
Schematisk bild av ett protein.

Proteinveckning är den process genom vilken ett protein får sin specifika tredimensionella form, i vilken det kan fylla sin funktion. Man skiljer mellan globulära proteiner samt fiber-proteiner. De globulära proteinerna förmedlar cellens funktionalitet, medan ett fibröst protein ofta är ett strukturelement (till exempel kollagen). De flesta globulära proteiner är uppbyggda av flera polypeptidkedjor (subenheter), där varje polypeptidkedja är en linjär sekvens av aminosyror. Det som definierar en subenhet är att den interagerar med elektrostatiska interaktioner med de andra och saknar kovalenta bindningar med dem.

## Homologistudier
Den fungerande strukturen för ett protein kan ofta förutsägas utifrån homologistudier. Dessa bygger på antagandet att proteiner som har likartad sekvens av aminosyror också har likartad tredimensionell form. Man kan alltså utgående från en känd aminosyrasekvens beräkna dess vikning genom att leta fram ett protein med liknande aminosyrasekvens och känd vikning och utgående från denna göra justeringar för de skillnader som finns. Homologistudier är ett kraftfullt verktyg för beräkning av proteinstrukturer tack vare att antalet i grunden olika proteinformer är mycket mindre än antalet protein. Människor har 20.000 - 25.000 olika proteinkodande gener. Totala antalet olika proteiner om alla världens arter räknas in är många gånger större. Som kontrast till detta anses antalet distinkta konfigurationstyper i naturen vara ungefär 2000. 

## Formen bestäms av aminosyresekvensen
Hur den enorma mängden av olika proteiner kunde hitta sin speciella struktur var länge en mycket svårlöst gåta som kallas för Levinthals paradox. Idag vet man att varje subenhet i proteinet är en linjär sekvens av olika typer av aminosyror, där varje typ av aminosyra har olika kemiska egenskaper. Därför kommer aminosyrorna interagera med det hydrofila lösningsmedlet (vatten) på olika sätt. Hydrofoba aminosyra kommer tendera att söka sig undan polära interaktioner, medan hydrofila aminosyror även gärna har kontakt med vattnet. Man kan därför se aminosyrornas veckningsprocess som spontan process.
Många proteiner antar denna form spontant sedan de tillverkats (translateras), eller redan under translationen. Man kan se detta som att de viker ihop sig själva. Även förekomsten av andra molekyler påverkar proteinernas veckning, exempelvis chaperon-molekyler (molekyler som binds till vissa delar av proteinet och därmed påverkar det kan genomgå olika vikningar). 
Forskare har huvudsakligen studerat hur mycket stora antal av samma protein viks samtidigt. Det verkar som om alla individuella molekyler med samma aminosyrasekvens genomgår samma sekvens av mellanformer i övergången från en linjär kedja till den slutliga formen. Hela processen från helt denaturerat protein till fullständigt hopvikt protein varar några hundra mikrosekunder.

## Proteinveckning under olika förhållanden
I vissa lösningar och under vissa förhållanden kan inte proteiner vika ihop sig över huvud taget. Vid temperaturer över eller under dem som cellen normalt lever i viker proteinet ut sig igen (denaturerar). Det är detta som gör att innehållet i ett ägg stelnar när det kokas. Höga koncentrationer av lösta ämnen och extrema pH-värden har samma effekt. Ett helt denaturerat protein saknar både sekundär- och tertiärstruktur, man säger att det buktar slumpmässigt ("random coil"). En del celler kan i viss mån skydda sig mot detta med hjälp av chaperoner, också kallade värme-chock-proteiner. Dessa hjälper proteinerna både att inta rätt form och att behålla den. Många proteiner kan inte uppnå rätt form utan chaperonernas hjälp. Dessa förhindrar också att proteinet interagerar med (trasslar in sig i) andra proteiner som också genomgår vikningsprocessen. 
Proteinveckning är en spontan process som styrs huvudsakligen av van der Waals-krafter mellan olika delar av proteinet och vätebindningar mellan omgivande vattenmolekyler.

## Bestämma 3d-strukturen
Att hitta 3d-strukturen för olika proteiner är av mycket stort intresse; dels kan strukturen bidra till att förklara funktionen för ett visst protein, eftersom strukturen är det som ger funktionen. Men det är även möjligt att in-silico förutsäga strukturen för läkemedelsmolekyler som kan modulera proteinets egenskaper. Exempel på läkemedel med den egenskapen är bland annat tamoxifen, som är en selektiv estrogenreceptor modulator.
Man kan experimentellt utröna vilken sammanvikt form ett protein antar, med hjälp av röntgenkristallografi, NMR (magnetkärnors resonans med varierande magnetfält) och på senare tid även Kryoelektronmikroskopi. Tyvärr har proteinstrukturbestämning varit en mycket komplex och långsam process. Däremot har Google Deepmind med hjälp av artificiell intelligens gjort stora framsteg inom detta område under 2020.
Ett viktigt delfält inom bioinformatiken är att förutsäga proteiners form med enbart deras aminosyrasekvens som utgångspunkt. Att kunna göra detta är av stort värde eftersom aminosyrasekvensen för till exempel i stort sett alla människans proteiner är känd genom HUGO-projektet ("Human Genome Organization"), medan den tredimensionella formen är känd för endast en mindre andel av dessa. Processen att bestämma vilken är komplex och svår.
Programmet AlphaFold är framgångsrikt i att uppskatta 3D-strukturen för ett protein med aminosyrasekvensen som utgångspunkt.